# Marche-lez-Écaussinnes
Marche-lez-Écaussinnes is een dorp in de Belgische provincie Henegouwen, en een deelgemeente van de Waalse stad Écaussinnes. Tot 1 januari 1977 was het een zelfstandige gemeente.

## Bezienswaardigheden
- De Sint-Gorikskerk (Église Saint-Géry) heeft een koor van 1566. De kerk werd vergroot in 1777. De kerk bezit enkele grafmonumenten, de oudste uit de 15e eeuw.

## Natuur en landschap
Marche-lez-Écaussinnes ligt aan de Sennette.  De hoogte aan de kerk bedraagt 109 meter.

## Economie
Ten oosten van de kern ligt een groot bedrijventerrein met (petro-)chemische industrie, vooral van Total. Dit is ontsloten door het Kanaal Brussel-Charleroi.

## Demografische ontwikkeling
- Bronnen:NIS, Opm:1831 tot en met 1970=volkstellingen, 1976= inwoneraantal op 31 december

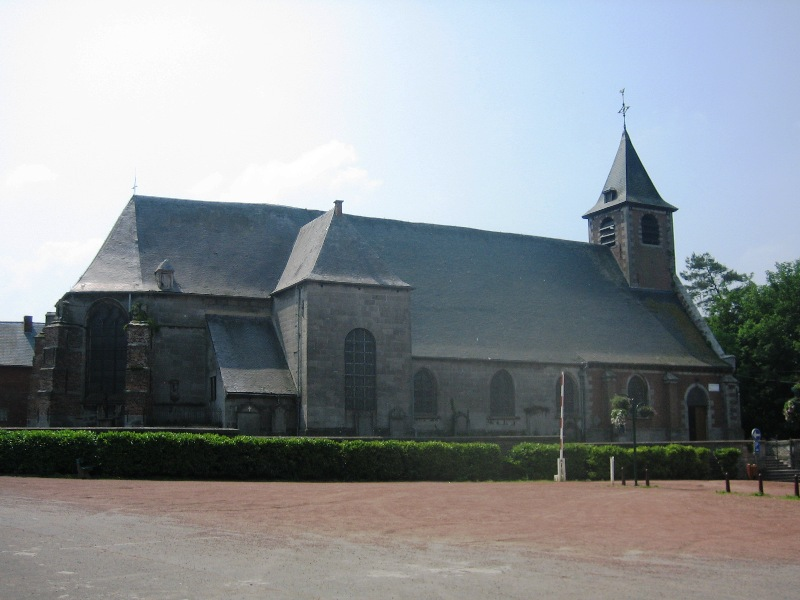
Kerk St-Géry

## Nabijgelegen kernen
Mignault, Familleureux, Écaussinnes-d'Enghien, Feluy